# Traxxas

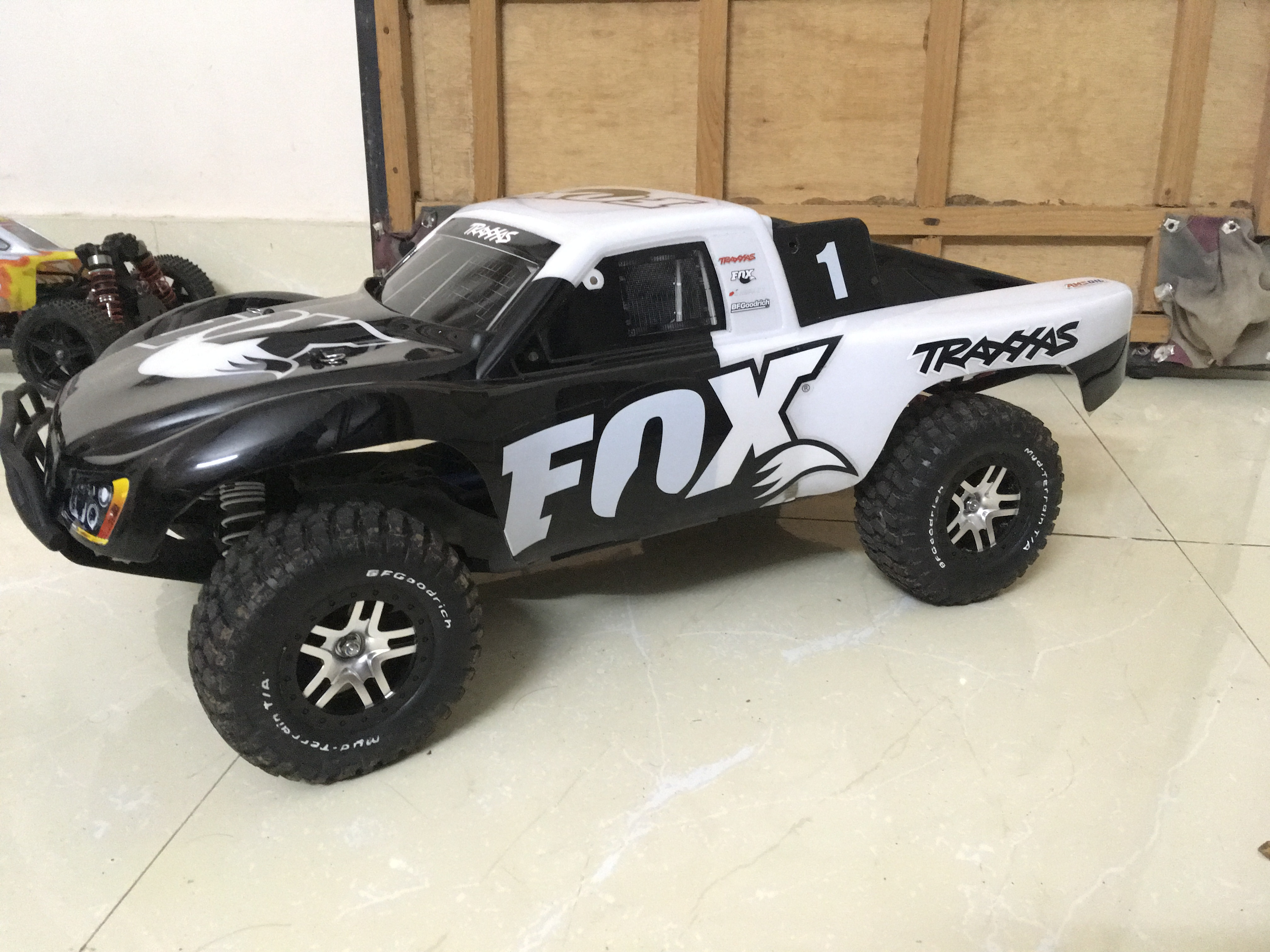
Voiture radiocommandée Traxxas.

Traxxas est un fabricant de modèles de radiocommande basé à McKinney, dans le Texas. Traxxas propose des voitures radiocommandées électriques et nitro, des véhicules tout-terrain et routiers, des bateaux et des drones.Traxxas privilégie l'écologie en créant des voitures 100% reparable. En france les voitures sont vendue par les magasins spécialisés.  